# Zarzalejo
Zarzalejo község Spanyolországban, Madrid tartományban. Zarzalejo San Lorenzo de El Escorial, El Escorial, Robledo de Chavela és Santa María de la Alameda községekkel határos. Lakosainak száma 1874 fő (2024).

## Népesség
A település népessége az utóbbi években az alábbiak szerint változott:
| Lakosok száma | 1061 | 1265 | 1404 | 1488 | 1517 | 1583 | 1596 | 1658 | 1773 | 1874 |
|               | 2001 | 2004 | 2007 | 2009 | 2012 | 2014 | 2017 | 2019 | 2022 | 2024 |